# Gregorio di Auxerre
Gregorio (... – Auxerre, 19 dicembre VI secolo) è stato vescovo di Auxerre nella prima metà del VI secolo. È venerato come santo dalla Chiesa cattolica.
La diocesi di Auxerre conserva un antico testo, databile alla fine del IX secolo, le Gesta pontificum Autissiodorensium, opera composta sullo stile del Liber pontificalis della Chiesa di Roma, nella quale Gregorio compare al 13º posto, tra i vescovi Teodosio e Optato. 
Non si conoscono documenti coevi del suo episcopato, che si deve collocare tra il 511, anno in cui è documentato il predecessore Teodosio, e il 533, anno in cui il suo terzo successore secondo il catalogo delle Gesta, Eleuterio, prese parte al concilio di Orléans.
Secondo il racconto delle Gesta, Gregorio governò la Chiesa di Auxerre per 12 anni e 6 mesi, morì all'età di 84 anni e fu sepolto nella chiesa di Saint-Germain d'Auxerre. Il martirologio geronimiano registra la sua morte il 19 dicembre, e in questo giorno è stato sempre ricordato dalla tradizione liturgica locale. Nel 1634 il vescovo di Auxerre Dominique Séguier procedette alla ricognizione dei resti del santo conservati nella cripta di San Germano, in cui era possibile leggere, dipinto su un pilastro, l'epitaffio a lui dedicato.
L'odierno Martirologio Romano, riformato a norma dei decreti del concilio Vaticano II, fa memoria del santo vescovo con queste parole: